# The Original Human Being
| Recensione   | Giudizio   |
| ------------ | ---------- |
| AllMusic     | [ 1 ]      |
| Sputnikmusic | 3.2 (Good) |

The Original Human Being è il quinto album dei Blue Cheer, pubblicato nel settembre del 1970 dalla Philips Records e prodotto da Eric Albronda (A2, A3, A4, B1, B2, B3, B4, B5 e B6), Gary Yoder (A2, A3, A4, B1, B2, B3, B4, B5 e B6) e Norman Mayell (A1 e A5).

## Tracce
Lato A
1. Good Times Are So Hard to Find – 3:22 (Kent Housman, Norman Mayell)
2. Love of a Woman – 4:34 (Dickie Peterson)
3. Make Me Laugh – 5:04 (Ralph Burns Kellogg)
4. Pilot – 4:49 (Gary R. Grelecki, Gary Lee Yoder)
5. Babaji (Twilight Raga) – 3:47 (Norman Mayell)

Lato B
1. Preacher – 4:03 (Gary R. Grelecki, Gary Lee Yoder)
2. Black Sun – 3:30 (Gary R. Grelecki, Gary Lee Yoder)
3. Tears by My Bed – 2:04 (Ralph Burns Kellogg)
4. Man on the Run – 3:52 (Dickie Peterson)
5. Sandwich – 5:02 (Gary R. Grelecki, Gary Lee Yoder)
6. Rest at Ease – 5:36 (Gary R. Grelecki, Gary Lee Yoder)

## Formazione
- Dickie Peterson - basso, chitarra, voce
- Ralph Burns Kellogg - pianoforte, organo, basso
- Gary Yoder - chitarra, armonica, voce
- Norman Mayell - batteria, percussioni, chitarra, sitar

Note aggiuntive
- Gary Yoder e Eric Albronda - produttori (per la Barbary Coast Productions)
- Norman Mayell - produttore (solo nei brani: Good Times Are So Hard to Find e Babaji (Twilight Raga))
- Registrato al Mercury Sound Studios West di San Francisco, California
- Mark Harman e George Horn - ingegneri delle registrazioni
- Mixato ed editato al Wally Heider Recording Studios di San Francisco, California
- Russ Gary - ingegnere del mixaggio
- Gary R. Grelecki - design album
- Bruce Steinheimer e Gary Lee Yoder - fotografie
- Desmond Strobel - art director[4]